# Jaral del Progreso
Jaral del Progreso es una localidad del estado mexicano de Guanajuato. Es la cabecera del municipio de Jaral del Progreso.

## Demografía
| Gráfica de evolución demográfica |
|                                  |

| Censo | Población |
| ----- | --------- |
| 1900  | 3 380     |
| 1910  | 3 829     |
| 1921  | 3 980     |
| 1930  | 4 870     |
| 1940  | 5 325     |
| 1950  | 5 794     |
| 1960  | 7 055     |
| 1970  | 8 689     |
| 1980  | 9 906     |
| 1990  | 14 545    |
| 2000  | 16 862    |
| 2010  | 20 457    |
| 2020  | 21 756    |

## Historia
La localidad tuvo sus orígenes en asentamientos agrícolas y ganaderos establecidos durante el periodo colonial en la región del Bajío. En sus primeros años fue conocida como Jaral, y posteriormente como Jaral de la Cruz. En 1863, mediante decreto, se constituyó como cabecera municipal con el nombre de Jaral del Progreso. En 1910, la entonces villa fue elevada a la categoría de ciudad, adoptando su nombre actual. Durante el siglo XX, el crecimiento económico se vio impulsado por la agricultura, el comercio y expansiones urbanas.

## Autoridades históricas

### Subalcaldes (1828-1898)
| Periodo   | Nombre                                   |
| --------- | ---------------------------------------- |
| 1828-1832 | Ignacio Rivera                           |
| 1833-1836 | Antonio Patiño                           |
| 1837-1840 | José Guadalupe Procel                    |
| 1841-1844 | Francisco Ortega (Capitán de Caballería) |
| 1845-1850 | Ramón Procel                             |
| 1851-1855 | Camilo Patiño                            |
| 1856-1860 | J. Jesús Ruiz Herrera                    |
| 1861-1867 | Agapito Procel                           |
| 1868-1872 | Camilo Patiño (2ª vez)                   |
| 1873-1875 | Camilo Patiño (3ª vez)                   |
| 1876-1878 | José Vargas                              |
| 1879-1881 | Benito Patiño                            |
| 1883-1884 | José Vargas (2ª vez)                     |
| 1885-1888 | José Ma. Ramírez                         |
| 1889-1894 | Benito Patiño (2ª vez)                   |
| 1895-1896 | José Vargas (3ª vez)                     |
| 1897-1898 | Marcos Garibay (Capitán)                 |

### Jefes políticos (1897-1916)
| Periodo   | Nombre                        |
| --------- | ----------------------------- |
| 1897-1898 | Marcos Garibay (Capitán)      |
| 1899-1902 | Alférez Alejandro Sánchez     |
| 1902-1910 | Francisco Reyes (Subteniente) |
| 1911      | Filiberto Procel              |
| 1912      | Ramón Rodríguez               |
| 1914      | Federico Domínguez y V.       |
| 1915      | Francisco D. Procel           |
| 1916      | Francisco Troche              |

### Presidentes Municipales (1917-2009)
| Periodo   | Nombre                                                                                             |
| --------- | -------------------------------------------------------------------------------------------------- |
| 1917      | Ismael Ortega                                                                                      |
| 1918-1919 | Ramón Ramírez Wiella                                                                               |
| 1920      | Alfredo Procel Procel                                                                              |
| 1921      | Fulgencio González                                                                                 |
| 1922      | Feliciano Ríos                                                                                     |
| 1923      | Ramón Ramírez Wiella                                                                               |
| 1924      | Federico Domínguez y V. (Junta de administración civil)                                            |
| 1925      | Roberto Ortega                                                                                     |
| 1926      | Benjamín Almanza                                                                                   |
| 1927      | Daniel Patiño Patiño                                                                               |
| 1928-1929 | Luís Martínez                                                                                      |
| 1930      | Ramón Vargas Procel                                                                                |
| 1931      | Manuel Patiño Procel                                                                               |
| 1932      | Rafael Ruiz Ballesteros (Junta de administración civil)                                            |
| 1933-1934 | J. Melquíades Ruiz Esquivias                                                                       |
| 1935      | José Ballesteros                                                                                   |
| 1936-1937 | José González (Coronel) (Junta de administración civil)                                            |
| 1938-1939 | J. Jesús Vargas Lira                                                                               |
| 1940-1941 | Agustín Tamayo López                                                                               |
| 1942-1943 | Ramón Vargas Procel                                                                                |
| 1944-1945 | Raúl Patiño Espinosa                                                                               |
| 1946-1947 | Carlos García Procel / Pomposo Ruiz Ruiz / Rafael Ruiz Ballesteros (Junta de administración civil) |
| 1948-1949 | Nicolás Ojeda Quintana                                                                             |
| 1950-1951 | Raúl Martínez Ruiz                                                                                 |
| 1952-1954 | Jorge Franco Borja                                                                                 |
| 1955-1957 | J. Jesús Arroyo Molina                                                                             |
| 1961-1963 | Nicolás Ojeda Quintana                                                                             |
| 1964-1966 | Miguel López y López / Ramón García Barbosa (Interino)                                             |
| 1967-1969 | Marco Alonso Esquivias Aguilar                                                                     |
| 1970-1972 | Jaime Aguilar Franco                                                                               |
| 1973      | Francisco Vega Abrego                                                                              |
| 1974-1976 | Carlos Rojas Martínez                                                                              |
| 1977-1979 | Adolfo Ruiz Ramírez                                                                                |
| 1980-1982 | Alfonso Esquivias Navarrete                                                                        |
| 1983-1985 | Maximino Mata Flores                                                                               |
| 1986-1988 | Raúl A. Patiño Franco                                                                              |
| 1989-1991 | Juan Javier Vázquez Becerra                                                                        |
| 1992-1994 | Basilio Justo Rojas Aquino / Gerardo Benito Arroyo Baca (Interino)                                 |
| 1995-1997 | Armando Gómez Ballesteros                                                                          |
| 1998-2000 | Gerardo Benito Arroyo Baca / Felipe Galván Barlet (Interino)                                       |
| 2000-2003 | Mauricio Héctor Franco López                                                                       |
| 2003-2004 | Carlos Vidal Rojas Yerena / Ángel Ruiz Vargas (Enc. despacho)                                      |
| 2004-2006 | Gerardo García Vargas                                                                              |
| 2006-2009 | Verónica Orozco Gutiérrez                                                                          |
| 2009      | José Alfonso Borja Pimentel                                                                        |

### Fuente
García Rangel, Francisco (2009). Jaral del Progreso. H. Ayuntamiento de Jaral del Progreso.

## Sacerdotes agustinos
Listado de sacerdotes agustinos que han ocupado la Vicaría de San Nicolás de Tolentino en Jaral del Progreso (1828-2006), según García Rangel (2009).
Debido a su extensión, el listado completo se encuentra en Anexo:Sacerdotes agustinos de Jaral del Progreso.

## Personajes destacados
- Rutilo Patiño (1890 - ¿?), fotógrafo originario de Jaral del Progreso, Guanajuato. Su trabajo se centró en el retrato familiar y la documentación social de la vida en el campo y las comunidades del Bajío. Parte importante de su colección se encuentra actualmente en la Fundación Televisa.[6]